# كريستينا الصورية
كرستينا الصورية، المعروفة أيضًا باسم كريستينا من صور، أو في الكنيسة الأرثوذكسية الشرقية باسم كريستينا الشهيدة العظيمة،  يتم تكريمها كشهيدة مسيحية في القرن 3. أظهرت الحفريات الأثرية في مقبرة تحت الأرض شيدت في قبرها أنها كانت مكرمة في بولسينا بحلول القرن 4.

## ضريحها
تضع بعض مصادر حياتها في صور (فينيقيا)، وتشير أدلة أخرى إلى استشهادها في بولسينا، وهي بلدة قديمة في وسط إيطاليا بالقرب من موقع إتروسكان يُدعى فولسينيوم، مع سراديب الموتى التي عثر فيها علماء الآثار على بقايا كنيسة مسيحية قديمة وقبر شهيدة انثى. تؤكد النقوش الموجودة في الموقع الاثري أن هذه الشهيدة تحمل اسم كريستينا وأن المجتمع المحلي كان يكرمها كقديسة بحلول نهاية القرن 4. يتم تقديم بعض الأدلة المؤيدة من خلال فسيفساء من القرن 6 في بازيليك القديس أپوليناري نوفو في رافينا، والتي تضم في موكب العذارى قديسة تُدعى كريستينا، ترتدي تاج الشهادة. تقول بعض المصادر ان قبرها تم نقله من لبنان إلى أوروپا خلال الحملات الصليبة، لكن مع وجود قبرها في إيطاليا الذي يعود للقرن 4، يرجح على أنها نقلت أيام حكم الرومان الوثنيين لاعدامها هناك.

## حياة القديسة كريستينا
كريستينا هي شهيدة عذراء من المسيحيين الأوائل في لبنان. بحلول القرن 9، كانت سيرتها الذاتية موضع بحث واهتمام لمسيحيي المشرق. وفقًا للمصادر، فقد ولدت في صور خلال القرن 3.
ولدت من عائلة ثرية، وكان والدها حاكم ووالي صور الفينيقية. كان أبوها أوربانوس شديد التعصب لوثنيته الفينيقية، يضطهد المسيحيين وينكّل بهم. في سن 11، كانت الفتاة جميلة بشكل استثنائي، وأراد الكثيرون الزواج منها. ومع ذلك، أراد والد كريستينا أن تصبح ابنته كاهنةً وثنيةً لمعبد بعل. ولهذه الغاية، وضعها في مسكن خاص محصن حيث أقام العديد من الأصنام الذهبية والفضية، وأمر ابنته أن تحرق البخور أمامهم. حضر اثنان من الخدم إلى كريستينا ووفر لها كل أسباب الراحة.

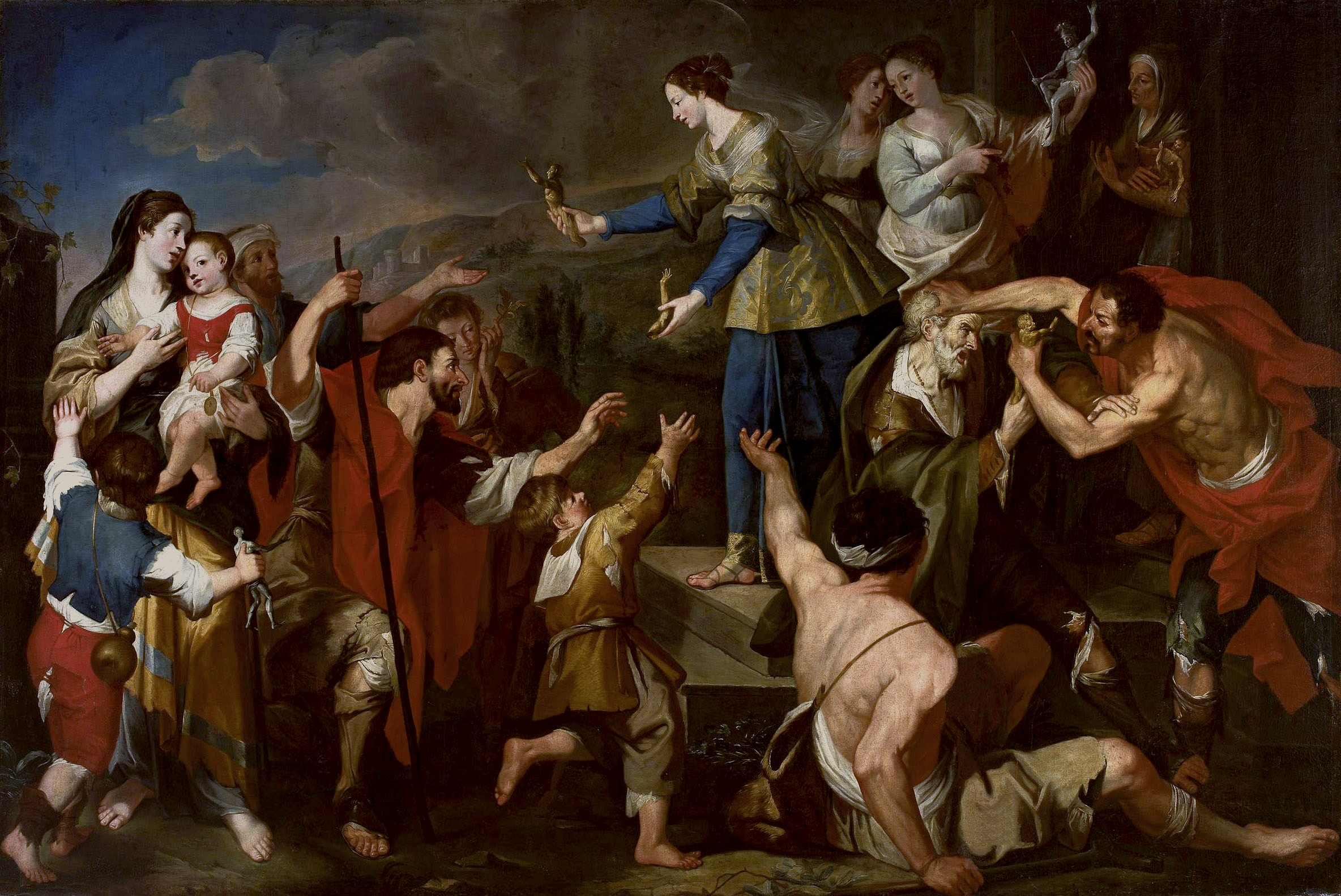
القديسة كريستينا تقدم أصنام والدها الذهبية إلى الفقراء، لوحة من القرن 17 في المتحف الوطني في وارسو.

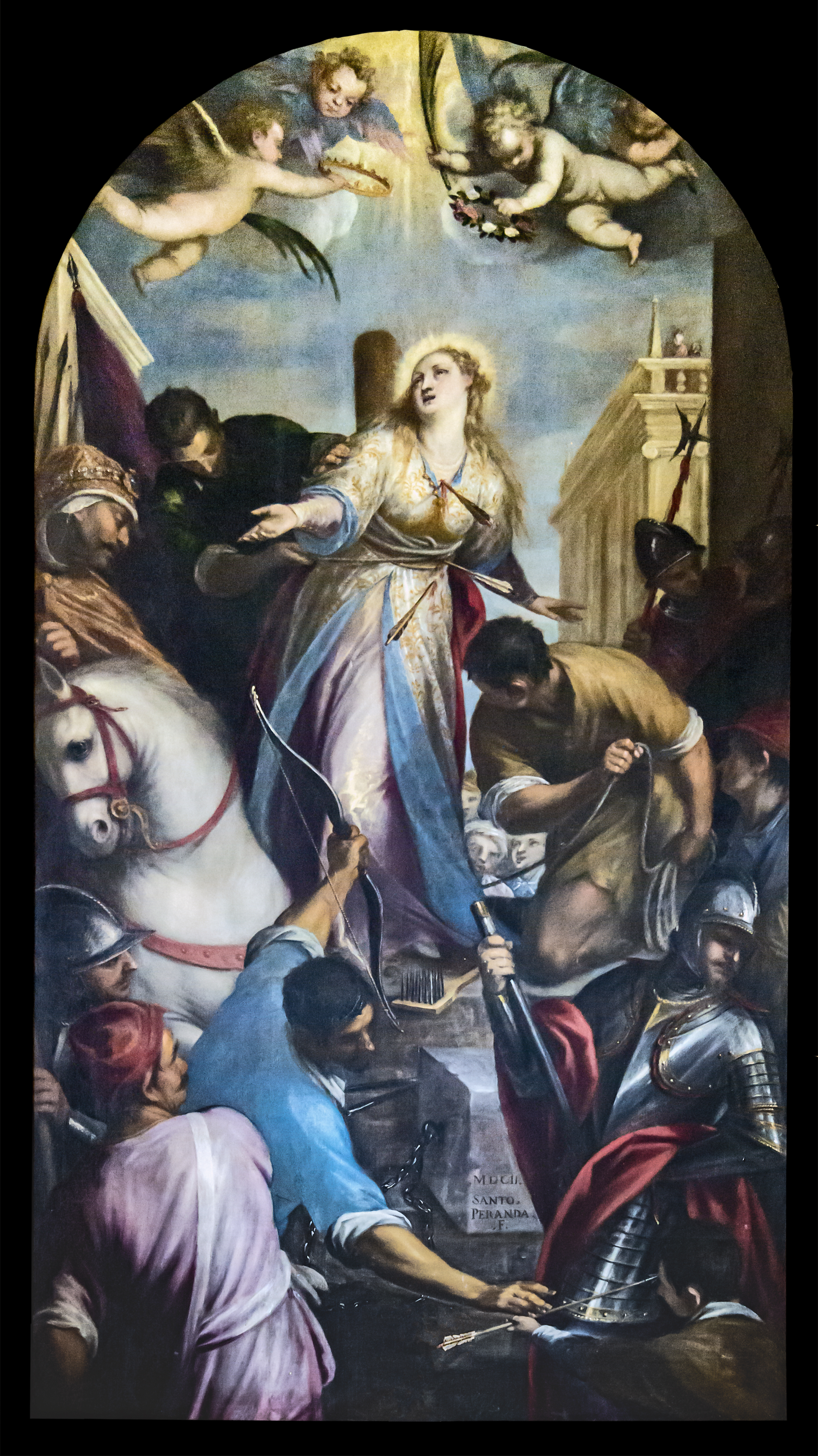
استشهاد القديسة كريستينا، سان زانيبولو فينيسيا، إيطاليا.

عندما كبرت كريستينا ورأت ما يتحمله المسيحيون من العذابات المرّة، وهم ثابتون في إيمانهم؛ تأثرت جدًا ومسّتها النعمة الإلهية، فتركت عبادة الأصنام، وآمنت بيسوع المسيح وشغفت بتعاليمه ومحبته، واعتمدت خفيةً عن أبيها. زار ملاكٌ كريستينا ذات مرة، وأرشدها إلى الإيمان الحقيقي. دعاها الملاك عروسًا المسيح وأخبرها عن معاناتها المستقبلية. حطمت كريستينا كل الأصنام في غرفتها وألقت بهم من النافذة. أثناء زيارة ابنته، سأل أوربانوس أين اختفت جميع الأصنام. ظلت كريستينا صامتةً. ثم، بعد أن استدعى الخدم، علم أوربانوس الحقيقة منهم. 
غضب أوربانوس واستعدى ابنته ووبخها، فأجابته أمام الخدم بكل سذاجة: «إن الأصنام ليست بآلهة ولا فائدة منها». فهددها أبوها بالعذاب والموت إن لم ترجع عن إيمانها وتكفر بالمسيح، فقالت بكل شجاعة: «أنت قادرٌ، يا أبي، أن تعذبني وتُعدمني الحياة، لكنك لا تستطيع أن تفصلني عن إيماني بيسوع المسيح وعن محبتي له». عذب أوربانوس ابنته بسبب إيمانها التوحيدي، لكن الله أحبط جهوده عدة مرات بحسب الايمان المسيحي. إختلفت طبيعة تعذيبه لها لكن أهمها ضربها بالسيط، تعذيبها بمخالب حديدية حتى تمزيق جسدها، وقدها بالنار، وضعها في اتون، تعذيبها على العجلة، والاعتداء عليها بالأفاعي وبالسهام، وغيرها من الأساليب المتنوعة التي نجت منها. بعد وفاة والدها، واصل خليفته الوالي ديون تعذيبها. في النهاية، استشهدت كريستينا بقطع رأسها سنة 300 بعد المسيح.

## في الكنيسة الكاثوليكية
تم ذكرها في كتاب الاستشهاد الروماني لعام 2004 في لمحة قصيرة جدًا: "في بولسينا في توسكانا، ترقد القديسة كريستينا، العذراء والشهيدة". تم تضمينها مرة واحدة في التقويم الروماني العام. أحيا تقويم تريدانتين ذكرها داخل قداس الوقفة الاحتجاجية للقديس يعقوب بن زبدى. عندما ألغى البابا بيوس الثاني عشر هذه الوقفة الاحتجاجية في عام 1955  أصبح الاحتفال بالقديسة كريستينا "بسيطًا"، وفي عام 1960 "إحياءً للذكرى". تم حذفها في تنقيح عام 1969 من ذلك التقويم،  ولكن ليس من قائمة الاستشهاد، القائمة الرسمية للقديسين المعترف بهم. وفقًا للقواعد الحالية في كتاب القداس الروماني، يمكن الاحتفال بالقديسة كريستينا "بذكرى" في كل مكان في يوم عيدها، ما لم يتم تخصيص احتفال إلزامي لذلك اليوم في بعض المناطق. تحتفل الكنيسة الكاثوليكية المارونية بعيدها في تاريخ 24 تموز من كل عام، حيث تقام الإحتفالات بالقداديس في وطنها الأم، لبنان وبالأخص في مدينة صور.

## الاثار

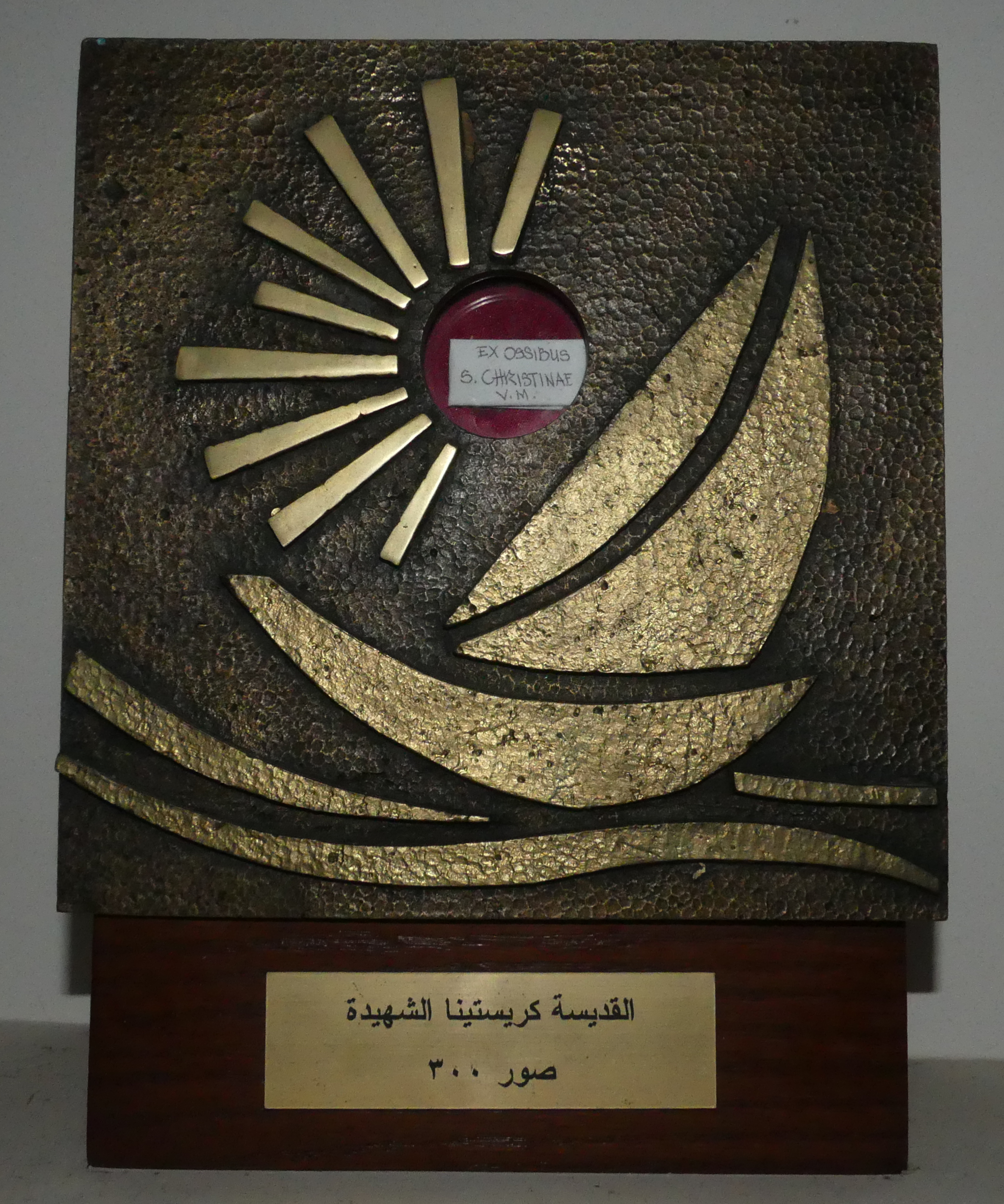
رفات القديسة كريستينا في الكاتدرائية المارونية "سيدة البحار" في صور، لبنان

تعرض مدينة توفيا في مقاطعة رييتي رفاتها في جرة شفافة. تعلن مدينة باليرمو، التي تعتبر كريستينا واحدة من أربعة قديسين شفعائها، أنها تحتفظ ببعض آثارها.
في التقليد الشرقي، لا زالت هناك العديد من الآثار والرفات للقديسة كريستينا أهمها في صور اللبنانية. حاليًا هناك رفات من جسدها وقطع من ملابسها في كاتدرائية «سيدة البحار» المارونية في صور.
خلافُا للاعتقاد المحلي، كريستينا من بولسينا ليست القديسة التي دفنت رفاتها في كاتدرائية القديس يوحنا الإنجيلي في كليفلاند، أوهايو.

## معجزة بولسينا
غالبًا ما تُعتبر معجزة الإفخارستية، التي صورها رافائيل في القداس في بولسينا، حافزًا لعيد جسد المسيح، وتذكر حدثًا في منطقة أومبريان بإيطاليا عام 1263. كاهن يُدعى بطرس من مدينة پراغ أثار الشكوك بشأن تحوّل القربان أثناء القداس، وخلال حجّه نحو روما صلى ليريح من أسئلته. بينما كان يقول الكلام الجوهري في بازيليك القديسة كريستينا في بولسينا، كان القربان يقطر الدم على يديه وعلى القماش أدناه.

## روابط خارجية
- پاسيو دي سانتا كريستينا باللغة الإيطالية
- أبرشية مدريد: القديسة كريستينا باللغة الإسبانية
- القديسين والملائكة الكاثوليك عبر الإنترنيت: القديسة كريستينا
- "الشهيدة كريستينا من صور". الكنيسة الأرثوذكسية في أميريكا. مؤرشف من الأصل في 2012-09-22.